# Société des artistes méridionaux
La Société des artistes méridionaux est une association créée à Toulouse en 1905. Elle est reconnue d’utilité publique depuis le 27 décembre 1935.
Actuellement, le siège social de la Société se situe au 51 Allées Jean-Jaurès 31000 Toulouse.

## La Société
La Société des artistes méridionaux est créée en 1905 par des artistes et artisans d’art toulousains. Parmi ceux-ci, on trouve Edmond et Maurice Alet, Balard, Balon, Castan, Georges Castex, Costes, Deflandre, Diffre, Louis-Victor Gesta, Guénot, Lineau, André-Pierre Lupiac, Jules Oury, Patérac, J.G. Rigal, Georges Vivent.
Aux architectes, sculpteurs, peintres, décorateurs, ébénistes, côtoient un peintre-verrier, un graveur-orfèvre et un céramiste. Leur sensibilité à la notion « d’âme latine » les conduit à développer une école artistique de style méridional. Leurs idéaux et leur soif de renouveau, les amènent à réaliser et signer des ouvrages en commun.
Aujourd'hui l'activité artistique de notre région se manifeste par les salons annuels de la Société des Artistes Méridionaux qui tiennent une place prestigieuse  dans la vie culturelle de l'Occitanie et bien au-delà grâce à la qualité et à l'éclectisme des œuvres sélectionnées, mais aussi grâce  au nombre important d'artistes participants et à celui des visiteurs accueillis.

## Les Sociétaires
Au fil des ans plusieurs artistes de ce salon laisseront leur marque dans la constitution du patrimoine toulousain : 
- peinture : de 1896 à 1923, décoration de la Salle des Illustres et de la Salle du Conseil municipal du Capitole de Toulouse, du théâtre du Capitole de Toulouse, de la Chambre de commerce et d'industrie de Toulouse par Eugène Pujol, Georges Castex, André-Pierre Lupiac et Constantin Font.
- architecture : de 1948 à 1957, les peintres Baboulet, Bergougnan, Bouillière, Espinasse, Fages, Font, Mélat, Poncelet, les sculpteurs Andrau, Druille, Monin et Parayre sous la direction de l’ensemblier-décorateur Antonin Cazelles réalisent la décoration de la Chambre de Commerce, de l'aérogare de l'aéroport Toulouse-Blagnac, des arènes du Soleil d’or, du théâtre des Mazades ou du bâtiment des Archives départementales.
- sculpture : de 1931 à 1934, Henry Parayre et Édouard Bouillière ornent de sculptures et d’une toile monumentale la nouvelle piscine et le Parc municipal des sports. Georges Vivent et Henry Parayre fournissent eux aussi sur commandes municipales des œuvres qui vont orner les bâtiments publics.
- Arts décoratifs : de 1934 à 1935, la bibliothèque municipale de Toulouse est meublée et décorée par Maurice Alet, Édouard Bouillière, Sylvestre Clerc, Henry Parayre, André Rapp, Georges Vivent et Marc Saint-Saëns qui réalisera aussi des fresques pour l'Institut Claudius-Regaud puis quatre tapisseries monumentales pour le foyer du théâtre du Capitole.

La Société des artistes méridionaux compte en 2021 soixante-deux membres, artistes reconnus pour la plupart (artistes vivant de leur art ou de l'enseignement).[réf. nécessaire]
Le bureau composé de dix-sept membres est très actif et propose régulièrement des manifestations en partenariat avec la Mairie de la ville de Toulouse, le Conseil départemental, la bibliothèque universitaire de l'Arsenal, d'autres associations et des galeries.

## Le Salon des artistes méridionaux
L'une des manifestations importantes organisées par la Société des artistes méridionaux est le Salon de la Société des artistes méridionaux, plus couramment dénommé Salon des artistes méridionaux. 
Le premier salon est organisé dans une chapelle désaffectée, rue du Languedoc. Les membres fondateurs sont rejoints par d’autres artistes et artisans d’art décoratif, parmi ceux-ci on trouve de nombreux ébénistes.
La société est à l’origine de l’Union provinciale des arts décoratifs et a, à travers elle, une influence sur le plan national.
Après la Première Guerre mondiale, le succès de ces Salons annuels est particulièrement remarquable. Les arts décoratifs sont très dynamiques et le renom des créateurs de meubles (André Arbus, Oeuillet) gagne la capitale. Vivent et Parayre sont les chefs de file d’une sculpture d’un classicisme « méridional » qui représente la modernité des années 1930-40.
La peinture, essentiellement figurative, reflète les tendances dominantes de l’époque.
La société organise de grandes rétrospectives d’illustres invités comme Toulouse-Lautrec, Bourdelle ou Laurens. 
À partir de 1921, le Salon annuel des Artistes Méridionaux a lieu au Palais des Arts et son siège social est situé à l'École des Beaux-arts de Toulouse.  
C'est à partir de 1995 que les "Méridionaux" sont accueillis dans l’Espace EDF-Bazacle.
En 2007, retour en plein centre de Toulouse, au Centre Culturel Saint- Jérôme et cela pendant quatre années consécutives. 
Depuis 2011, le Salon des Artistes Méridionaux se déroule à la Maison des Associations en partenariat avec la Ville de Toulouse. 
Les Salons des artistes méridionaux sont le reflet des multiples courants artistiques rencontrés dans la région toulousaine.